# Am Stänglesbrunnen 4

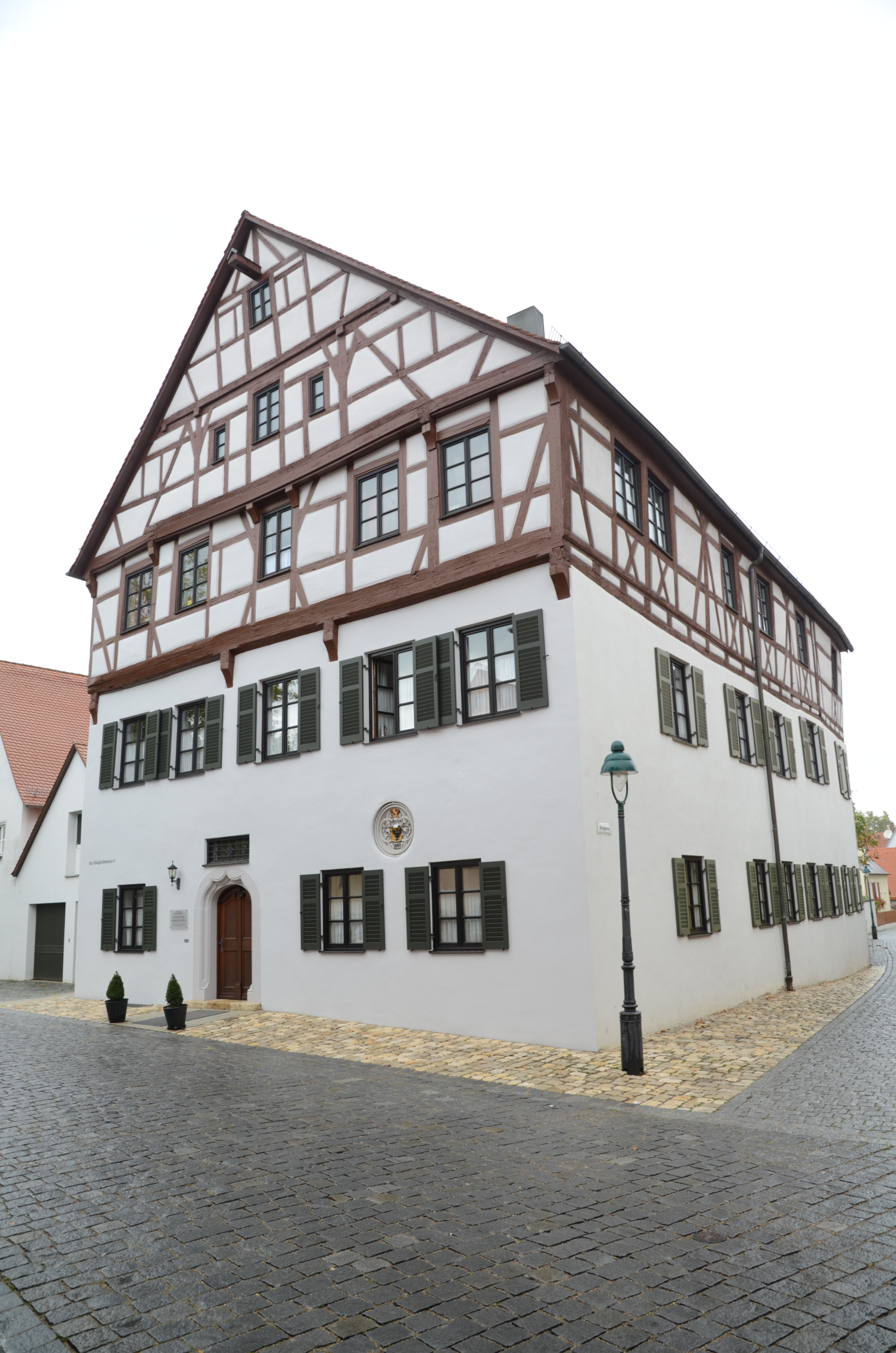
Fachwerkhaus Am Stänglesbrunnen 4 in Nördlingen

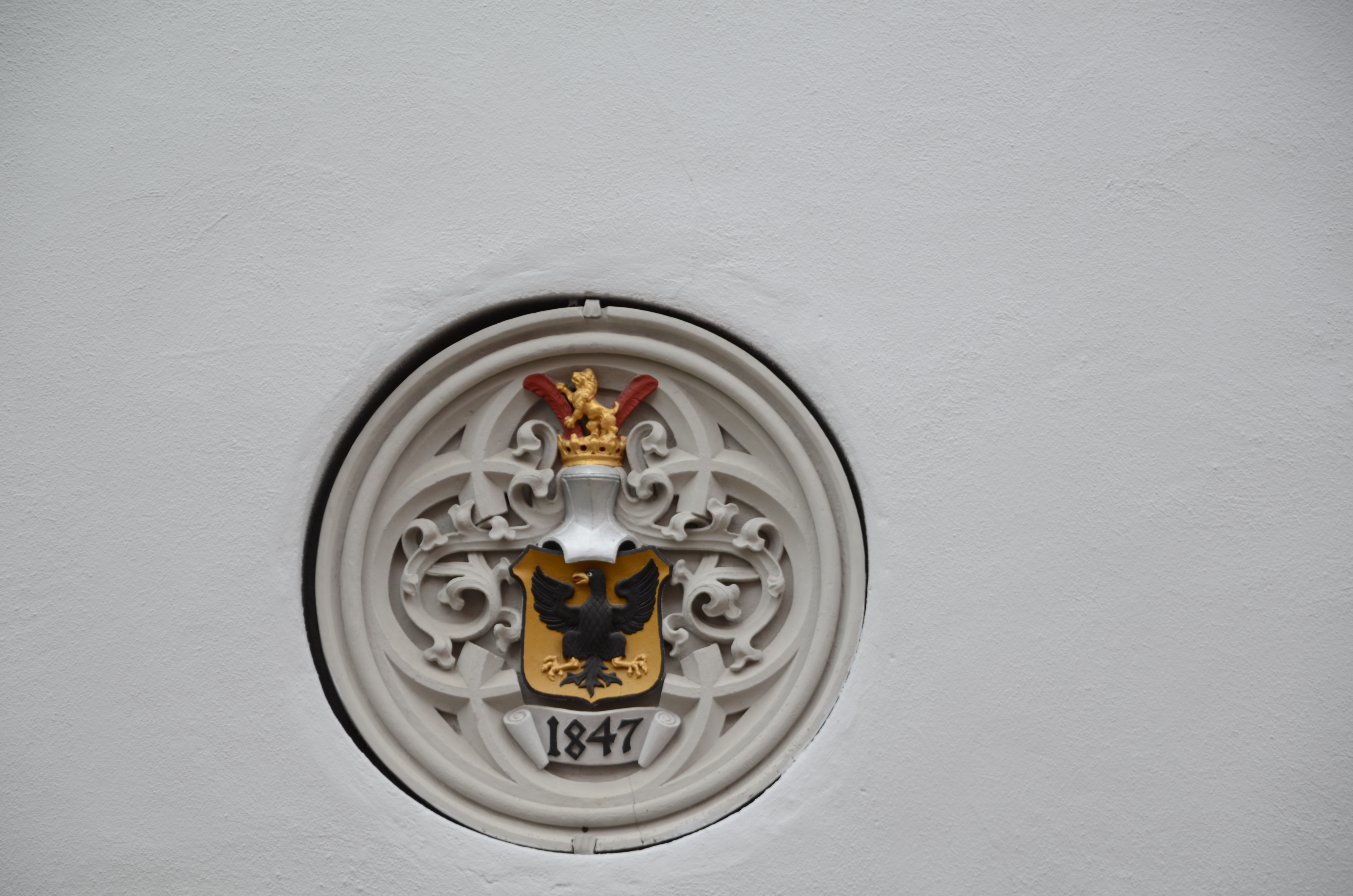
Wappen mit der Jahreszahl 1847

Das Gebäude Am Stänglesbrunnen 4 (auch als Einsteinsches Haus bezeichnet) in Nördlingen, einer Stadt im schwäbischen Landkreis Donau-Ries in Bayern, wurde im Kern um 1500 errichtet. Das Fachwerkhaus in Ecklage ist ein geschütztes Baudenkmal.
Der dreigeschossige Satteldachbau mit fünf zu fünf Fensterachsen hat zwei massive Untergeschosse und ein Obergeschoss in Ständerbauweise. Die Giebelseite ist dreifach vorkragend. Das Dachwerk mit stehendem Stuhl besitzt verblattete Diogonalstreben. In der Giebelspitze ist der Aufzugsbalken vorhanden.
Die hölzerne Eingangstür hat eine gotische Steinrahmung mit dreifachem Kielbogen. Die Ausstattung im Inneren entspricht dem Umbau im 19. Jahrhundert.
Um 1700 wurde mit der Anhebung der Traufe das Gebäude um ein Geschoss erweitert.